# Eurostacris parnayari
Eurostacris parnayari är en insektsart som beskrevs av Christiane Amédégnato och Poulain 1986. Eurostacris parnayari ingår i släktet Eurostacris och familjen Romaleidae. Inga underarter finns listade i Catalogue of Life.